# Gabriel Charmes
Pour les articles homonymes, voir Charmes.
Gabriel Charmes né 7 novembre 1850 à Aurillac et mort le 19 avril 1886 à Paris, est un journaliste et explorateur français.

## Biographie
Par l’intermédiaire de son frère Francis, il entre en 1872 au Journal des Débats et au Soir et se spécialise en politique étrangère. Il est alors envoyé en missions dans les pays méditerranéens et au Proche-Orient. 
Malade, il demeure au Caire les hivers 1878 et 1879 et visite alors une grande partie de l'Égypte. Le 21 mars 1880, il part explorer la Syrie et la Palestine et embarque à Alexandrie à destination de Jaffa. Il passe à Ramleh avant de pénétrer dans les montagnes de Judée et atteint Jérusalem où il est déçu de ne pas retrouver les belles descriptions de Chateaubriand ou de Lamartine. 
Il traverse ensuite la Samarie et entre à Nazareth d'où il gagne Caïffa puis le Mont Carmel et Saint-Jean-d'Acre. Il visite les ruines de Tyr et de Sidon et atteint Beyrouth. Il accompagne alors le consul de France à Bkerké lors de sa visite annuelle au patriarche des Maronites. 
D'autres reportages le mènent en Tripolitaine et en Tunisie le lendemain du protectorat français (1881) ainsi qu'au Maroc lors d'une mission officielle mais il meurt au retour de la tuberculose en 1886, à 35 ans.
Influencé par le vice-amiral Aube, théoricien de La jeune école, il publie deux livres (Les torpilleurs autonomes et l'avenir de la Marine (1885) et La réforme de la Marine (1886)) et de nombreux articles de presse condamnant les gros bâtiments de guerre décriés comme chers et vulnérables au profit des torpilleurs encensées comme peu coûteux et invisible, appelés poussières navales.
Un torpilleur canon a porté le nom de Gabriel Charmes.

## Œuvres
- Cinq mois au Caire et dans la basse Égypte, 1880
- L'avenir de la Turquie, 1883
- Voyage en Palestine, 1884 (pré-publication dans la Revue des deux Mondes, 1881)
- Les stations d'hiver de la Méditerranée, 1885
- La Tunisie et la Tripolitaine, 1885
- Politique extérieure et coloniale, 1885
- Les Torpilleurs autonomes et l'avenir de la marine, 1885
- Nos fautes, lettres de province, 1879-1885, 1886
- La Réforme de la marine, 1886
- Une ambassade au Maroc, posth., 1887
- Voyage en Syrie, posth., 1891
- L'Égypte, archéologie, histoire, littérature, posth., 1891